# Phonognatha graeffei neocaledonica
Phonognatha graeffei là một phân loài nhện trong họ Araneidae.
Loài này thuộc chi Phonognatha. Phonognatha graeffei neocaledonica được Lucien Berland miêu tả năm 1924.

## Hình ảnh

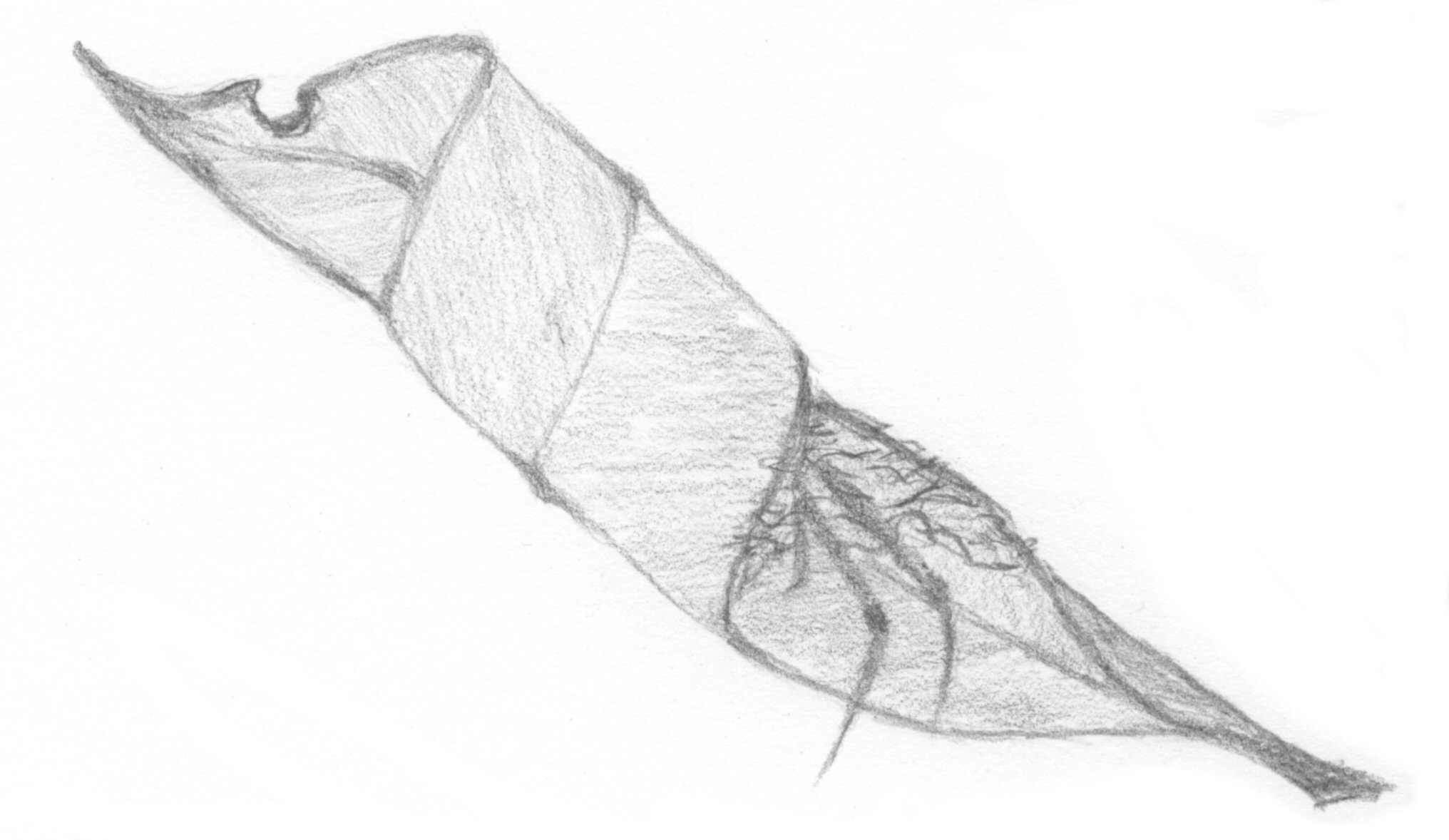
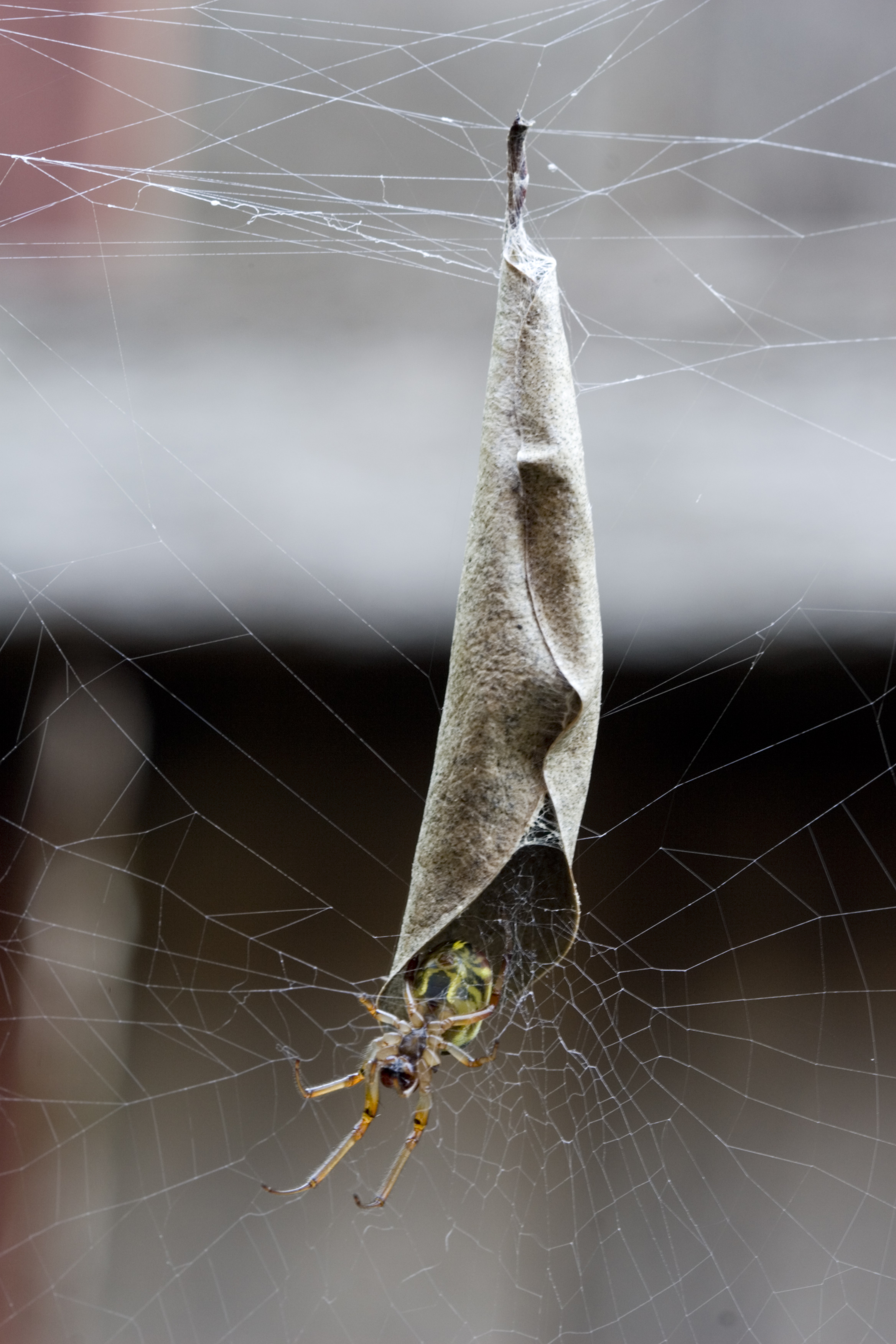
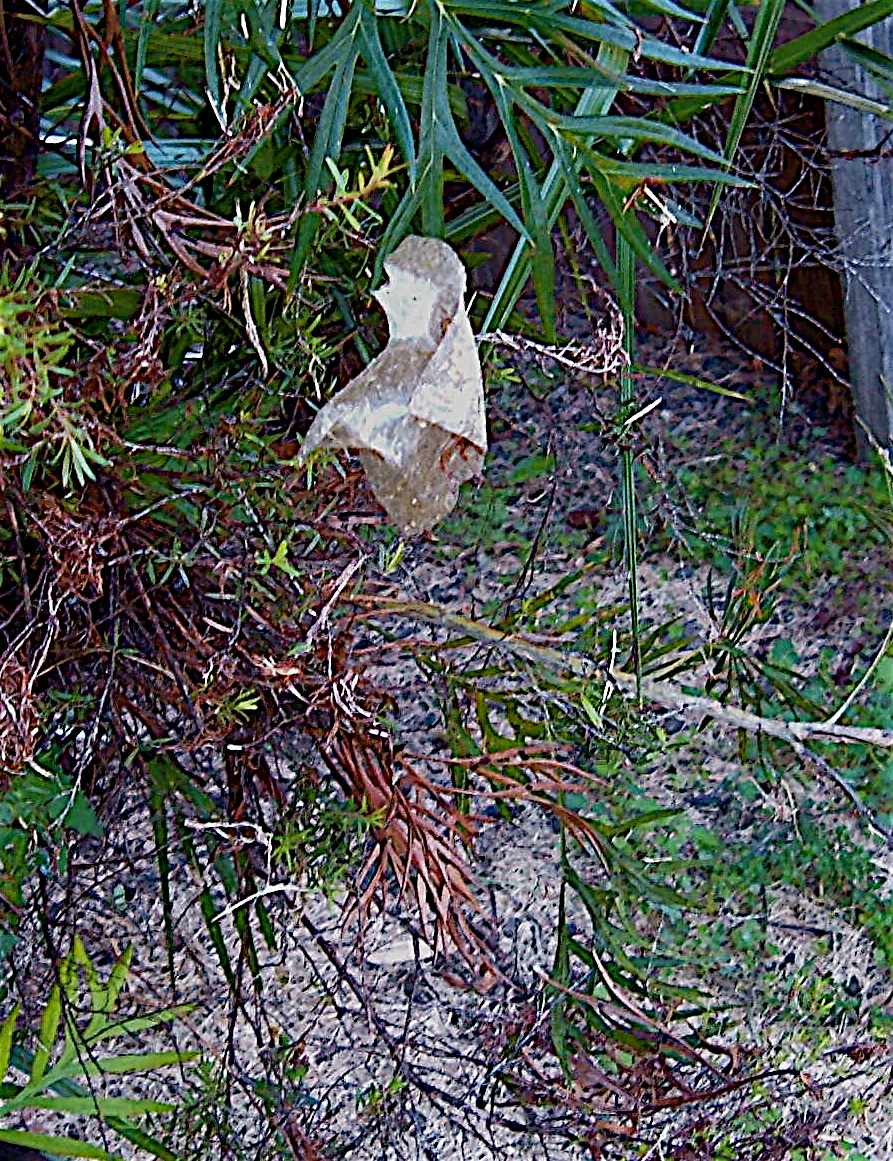
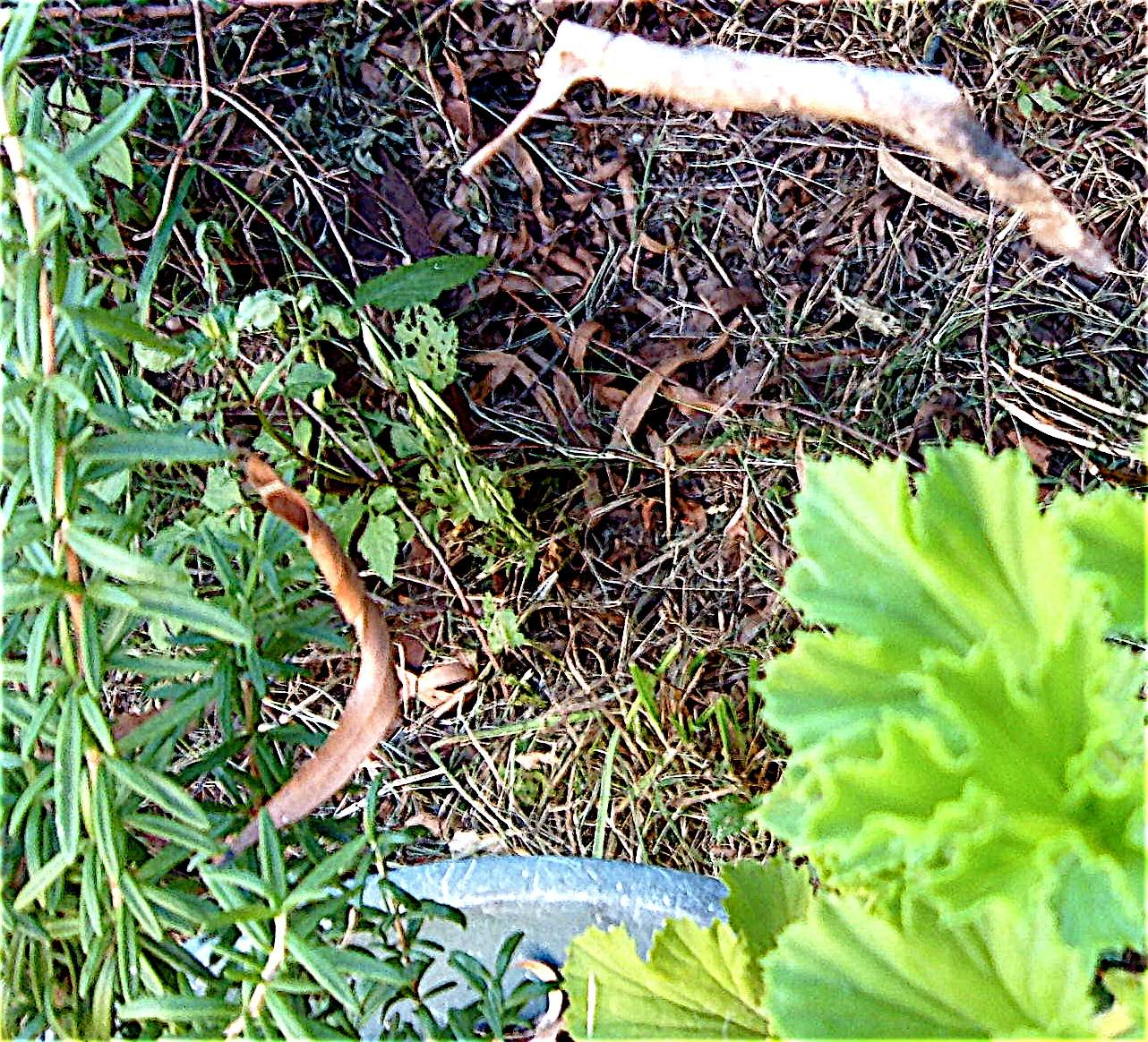